# Manuel Duarte
Manuel Almeida Duarte  (Celorico da Beira, Portugal, 29 de mayo de 1945-Fafe, Portugal, 2 de septiembre de 2022), más conocido como Manuel Duarte, fue un futbolista portugués que jugaba como delantero.

## Selección nacional
Fue internacional con la selección de fútbol de Portugal en 2 ocasiones. Formó parte de la selección que obtuvo el tercer lugar en la Copa del Mundo de 1966, pese a no haber jugado ningún partido durante el torneo.

### Participaciones en la Copa del Mundo
| Mundial                        | Sede       | Resultado    | Partidos | Goles |
| ------------------------------ | ---------- | ------------ | -------- | ----- |
| Copa Mundial de Fútbol de 1966 | Inglaterra | Tercer lugar | 0        | 0     |

## Clubes
| Club                  | País     | Año       |
| --------------------- | -------- | --------- |
| Académica de Coimbra  | Portugal | 1962-1964 |
| Leixões SC            | Portugal | 1964-1966 |
| Sporting CP           | Portugal | 1966-1970 |
| FC Porto              | Portugal | 1970-1971 |
| Varzim SC             | Portugal | 1971-1972 |
| AD Fafe               | Portugal | 1972-1978 |
| Atlético Cabeceirense | Portugal | 1978-1979 |
| AD Os Limianos        | Portugal | 1979-1980 |
| FC Felgueiras         | Portugal | 1980-1982 |
| Mondinense FC         | Portugal | 1982-1984 |

## Palmarés

### Campeonatos nacionales
| Título           | Club        | País     | Año  |
| ---------------- | ----------- | -------- | ---- |
| Primeira Divisão | Sporting CP | Portugal | 1970 |